# Dylan Thomas

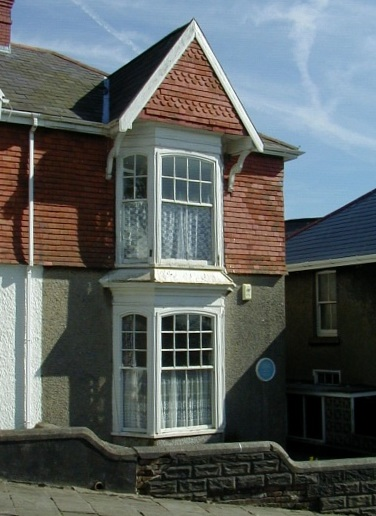
Dom w Swansea, w którym urodził się Thomas

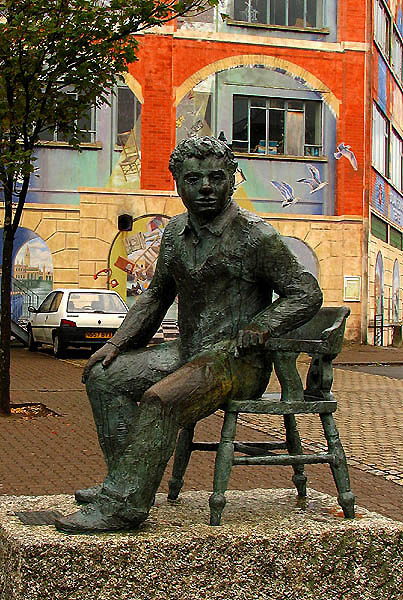
Pomnik Dylana Thomasa w Swansea

Dylan Marlais Thomas (ur. 27 października 1914 w Swansea, zm. 9 listopada 1953 w Nowym Jorku) – walijski poeta i pisarz.

## Życiorys

### Dzieciństwo i młodość
Urodził się w Swansea w południowej Walii jako syn nauczyciela literatury angielskiej, Davida Johna Thomasa i córki rolnika, Florence Williams. Miał starszą o 8 lat siostrę, Nancy.
Ojciec czytywał mu poezję m.in. Shakespeare'a co doprowadziło do umocnienia zamiłowania poety do twórczości: Edgara Allana Poe, W. B. Yeatsa oraz Gerarda Manley Hopkinsa. Jako czteroletni chłopiec recytował fragmenty dzieł Shakespeare’a, a w wieku lat ośmiu pisał już własne wiersze.
W 1925 roku zaczął uczęszczać do Swansea Grammar School. Był redaktorem gazetki szkolnej, w której opublikowano jego pierwszy wiersz. W 1931 roku, mając 16 lat rzucił szkołę, by podjąć pracę jako reporter w gazecie South Wales Daily Post, pisząc recenzje miejscowych wydarzeń kulturalnych i artykuły o lokalnych twórcach. Cięty język i bezkompromisowe opinie sprawiały, że jego artykuły musiano cenzurować i łagodzić. W tym czasie tworzył już sporo wierszy i opowiadań, które lubił odczytywać publicznie. Zaangażował się też w pracę dla miejscowego teatru – jako autor i aktor.
W 1933 roku wiersze Thomasa zostały po raz pierwszy opublikowane w czasopiśmie o ogólnokrajowym zasięgu – Adelphi oraz w londyńskim The Sunday Referee, spotykając się z dobrym przyjęciem.
Pod wrażeniem wierszy Thomasa, napisała do niego Pamela Hansford Johnson – rozpoczęła się obfita, intymna korespondencja między nimi. Gdy w 1934 roku doszło do ich spotkania w Londynie, stali się nierozłączni. Thomas zamieszkał na prawie dwa miesiące z rodziną Pameli. Mówiono nawet o małżeństwie, lecz związek rozpadł się po dwóch latach – Thomas okazał się zbyt nieodpowiedzialnym partnerem.
Przeprowadzka do Londynu przyniosła prawdziwy rozkwit pisarstwa Thomasa. Jego utwory publikowały wszystkie szanujące się czasopisma. Znalazł w końcu wydawcę dla pierwszego tomiku 18 Poems (18 wierszy), który ukazał się 18 grudnia 1934 roku. Krytycy nie szczędzili pochwał. Kolejny zbiór – 25 Poems (25 wierszy) wyszedł jesienią następnego roku.

### Lata dojrzałe
Wiosną 1936 roku Thomas poznał Caitlin Macnamara, swą przyszłą żonę. Pod koniec roku para zamieszkała razem, a 11 lipca 1937 roku, bez formalnych zaręczyn i wbrew woli rodziców, wzięła ślub. W maju 1938 roku Thomasowie osiedli w nadmorskiej miejscowości Laugharne w Walii.
Jeszcze przed przeprowadzką Thomas dokonał pierwszego nagrania dla walijskiego oddziału radia BBC, pod tytułem Life and the Modern Poet (Życie i nowoczesny poeta).
W 1939 roku urodziła się Thomasom córka, Llewelyn Edouard, a utwory poety po raz pierwszy wydano w Stanach Zjednoczonych. Przed wybuchem wojny ukazał się jeszcze zbiór wierszy i opowiadań The Map of Love (Mapa miłości, 1939), zaś tom autobiograficznych opowiadań Portrait of the Artist as a Young Dog (Szczenięcy portret artysty) wydano w 1940 roku.
Wojna ograniczyła zapotrzebowanie społeczeństwa na poezję i literaturę, wiązała się także z masowym powoływaniem młodych mężczyzn do służby wojskowej. Jako że „bycie poetą” nie wystarczało, Thomas mocno zaangażował się w pracę dla radia w nadziei na uniknięcie wcielenia. Udało mu się to nie z powodów zawodowych, lecz zdrowotnych – stawił się przed komisją powołaniową po nocnej libacji alkoholowej: spocony, poobcierany, drżący, jąkający się. Szczycił się tym, że ominął go niemiły obowiązek (nie był patriotą, polityka mało go obchodziła, brzydził się też zabijaniem), co nie spotkało się ze zrozumieniem u społeczności Laugharne. Thomasowie, w rezultacie zadrażnień ze współmieszkańcami, wyprowadzili się latem 1940 roku na wieś do południowej Anglii. Wtedy też zaczęły się ich problemy małżeńskie.
Thomas w 1941 roku został w pełnym wymiarze zatrudniony w radio jako autor sprawozdań z frontu i lektor. W 1943 roku urodziła się mu druga córka, Aeronwy Bryn. W tym czasie Thomasowie często się przeprowadzali, czasem mieszkając razem, czasem – ze względu na wzajemne zadrażnienia – osobno. Zagrożenie bombardowaniami w większych miastach skłoniło ich do przeniesienia się pod koniec 1944 roku na wieś do New Quay w Walii. Wyprowadzili się stamtąd już w 1945 roku po tym, jak niezrównoważony sąsiad próbował wysadzić dom Thomasów w powietrze. Do tego czasu powstały jednak jedne z piękniejszych wierszy Thomasa, wydane w 1946 roku w tomie Deaths and Entrances – m.in. Poem in October (Październikowy wiersz) i Fern Hill (Wzgórze paproci).
W latach 1945–1947 Thomasowie mieszkali w Oksfordzie, a wiosną 1947 wyjechali na kilka miesięcy do Włoch. Na początku 1948 roku zamieszkali na krótko w South Leigh, lecz po pół roku powrócili do Laugharne, do domu, który kupiła im bogata admiratorka Thomasa, Margaret Taylor. Do domu naprzeciwko sprowadzili się także rodzice Thomasa – matka czujnym okiem śledziła pijackie wybryki syna i w razie potrzeby troszczyła się o niego.
W 1949 roku urodziło się trzecie dziecko Thomasów – syn, Colm Garan Hart, nie złagodziło to jednak napięcia między małżonkami. Tymczasem z Ameryki nadeszła oferta ze strony żydowskiej organizacji kulturalnej, kierowanej przez Johna Brinnina. Thomasa poproszono o wygłoszenie serii odczytów. W obliczu ciągłych problemów finansowych, propozycja wydawała się kusząca – 21 lutego 1950 roku Thomas przybył do Nowego Jorku. Przez trzy miesiące podróżował między Nowym Jorkiem a Kalifornią, dając wykłady w kilkudziesięciu placówkach oświatowych. Wieczorami odreagowywał stresy w barach, pijąc, dowcipkując i wdając się w przygodne romanse, co nie przysporzyło mu chwały. Gdy o wybrykach Thomasa dowiedziała się żona, poczuła się upokorzona i utraciła resztki zaufania do niego. Kłócili się coraz częściej i gwałtowniej.
Caitlin towarzyszyła mężowi w kolejnej podróży do Ameryki, na początku 1952 roku. W listopadzie ukazał się tom Collected Poems (Wiersze zebrane), określany jako największe dokonanie literackie Thomasa. Książka otrzymała nagrody literackie The William Foyle Poetry Prize oraz Etna – Taormina International Prize.
W grudniu 1952 roku zmarł ojciec Thomasa, z którym ten odnowił bliskie stosunki po powrocie do Langhorne. Był to wielki cios dla poety, a długotrwała choroba ojca i związane z nią emocje zaowocowały powstaniem jednego z najpiękniejszych wierszy – Do Not Go Gentle Into That Good Night (Nie wchodź łagodnie do tej dobrej nocy). W następnym roku zmarła również siostra Thomasa.

### Wyjazd do Ameryki
Kolejny wyjazd do Ameryki w połowie 1953 roku był związany z promocją Collected Poems. W tym czasie wystawiono także po raz pierwszy sztukę Thomasa Under Milk Wood (Pod Mlecznym Lasem), której powstanie było zainspirowane małomiasteczkowym życiem Laugharne.
Tego roku Thomas wystąpił też kilkakrotnie w telewizji, a czasopismo „Time” poświęciło mu długi, niepochlebny artykuł, podsumowujący jego niesławne wyczyny pod wpływem alkoholu. Poeta pozwał pismo za zniesławienie.
Kolejna wizyta w Ameryce rozpoczęła się w październiku 1953 roku. Przebiegała pod znakiem podróży pomiędzy Nowym Jorkiem a Kalifornią i pracy nad librettem opery, do której muzykę miał napisać Igor Strawinski. Trwały próby do Under Milk Wood, Thomas podpisał też intratny kontrakt na serię wykładów, których nigdy już nie miał wygłosić. Wyczerpanie pracą i niezdrowy styl życia – nadużywanie alkoholu i prawdopodobnie środków farmakologicznych, spowodowały ciężki atak w dniu 4 listopada. Następnego dnia Thomas zapadł w śpiączkę. Do przybycia żony 8 listopada, przy jego łóżku czuwała kochanka, asystentka Johna Brennera, Liz Reitell.
Thomas zmarł o godzinie 12.30 9 listopada 1953 roku. Uroczystość żałobna miała miejsce w Nowym Jorku. Byli na niej obecni najwięksi ówcześni pisarze, m.in. E. E. Cummings, William Faulkner, Tennessee Williams. Żona sprowadziła ciało do Walii, gdzie 24 listopada, na cmentarzu w Laugharne, zostało pochowane. Po swej śmierci w 1994 roku spoczęła obok męża.

## Twórczość
Jako poeta, Dylan Thomas porusza czytelników żywym językiem, pełnym wyobraźni i bogatym brzmieniowo. Czerpał inspirację z folkloru walijskiego, Biblii, a także koncepcji Zygmunta Freuda. W jego twórczości przewija się motyw cykliczności zjawisk natury i łączności z nią człowieka, jej cząstki. W tych zjawiskach Thomas widział jakiś mistyczny plan.
Na język polski tłumaczyli jego utwory m.in. Tadeusz Jan Dehnel, J. Frühling, J. Pietrkiewicz i Stanisław Barańczak.
Dom Thomasów w Laugharne, Boat House, mieści obecnie muzeum Dylana Thomasa. Kilka pomników i miejsc poświęconych jego pamięci znajduje się także w Swansea – jego rodzinnym mieście.
Dylan Thomas wywarł ogromny wpływ na kolejne pokolenia poetów. W szczególności na poetę-śpiewaka Roberta Zimmermana, który imienia Thomasa używał jako swego pseudonimu artystycznego, a potem dokonał formalnej zmiany nazwiska na Bob Dylan.

### Dzieła wybrane
- Eighteen Poems (1934)
- Twenty Five Poems (1936)
- The World I Breathe (Świat, którym oddycham, 1939)
- The Doctor and the Devils (Doktor i diabły, 1953) – scenariusz filmowy

### Dzieła wydane po polsku
- Szczenięcy portret artysty (1966) tytuł ang. Portrait of the Artist as a Young Dog (1940)
- Szkoła czarownic (1976) tytuł ang. Adventures in the Skin Trade and Other Stories (1955)
- Gwiazdka w Walii (2000) tytuł ang. A Child's Christmas in Wales (1955)
- Plaża Falesy (1980) tytuł ang. The Beach of Falesá (1963)
- Wiersze wybrane (1974) w tłumaczeniu Stanisława Barańczaka